# Saint-Péravy-la-Colombe
Saint-Péravy-la-Colombe är en kommun i departementet Loiret i regionen Centre-Val de Loire strax norr Frankrikes mitt. Kommunen ligger i kantonen Patay som tillhör arrondissementet Orléans. År 2022 hade Saint-Péravy-la-Colombe 768 invånare.

## Befolkningsutveckling
Antalet invånare i kommunen Saint-Péravy-la-Colombe
| Referens: INSEE |